# ANAエアサービス佐賀
株式会社ANAエアサービス佐賀（エーエヌエーエアサービスさが）は、主に旅客ハンドリング業務を行うANAグループの企業。本社は佐賀県佐賀市川副町大字犬井道の佐賀空港国内線旅客ターミナルビル内に入居している。

## 概要
佐賀空港において全日本空輸(ANA)の地上業務並びに受託を受けた他の航空会社の地上業務を行う会社である。
1997年11月25日に1998年7月28日の佐賀空港の開港に先立って設立されており、当初は「佐賀グランドサービス株式会社」という社名であった。
2006年4月1日にANAを冠する「株式会社ANAエアサービス佐賀」に社名変更。

## 受託航空会社
- 全日本空輸
- タイガーエア台湾
- ティーウェイ航空
- 春秋航空